# 2010년 동계 올림픽 영국 선수단
2010년 동계 올림픽 영국 선수단은 캐나다 밴쿠버에서 개최된 2010년 동계 올림픽에 참가한 올림픽 영국 선수단이다. 영국은 다음 올림픽인 2012년 하계 올림픽의 개최국가이다.

## 메달리스트
| 메달 | 이름            | 종목     | 세부종목 |
| ---- | --------------- | -------- | -------- |
| 1    | 에이미 윌리엄스 | 스켈레톤 | 여자부   |